# Eugene Frenke
Eugene Frenke (auch Gene Frenke, * 1. Januar 1895 in Sokółka, Russisches Kaiserreich; † 10. März 1984 in Los Angeles) war ein russisch-amerikanischer Regisseur, Produzent und Drehbuchautor.

## Leben
Frenke kam infolge der Oktoberrevolution nach Deutschland, wo er beim Film als Produktionsleiter begann. Er war der Regisseur des Spielfilms Life Returns (1935). Er hat zweimal mit dem Regisseur John Huston zusammengearbeitet und zwar für die Filme Der Seemann und die Nonne und Der Barbar und die Geisha.
Frenke war von 1930 bis zu seinem Tod mit Anna Sten verheiratet.

## Filmografie

### Als Produzent
- 1931: Der Mörder Dimitri Karamasoff
- 1939: Exile Express
- 1943: Three Russian Girls
- 1946: The Chase
- 1948: Geld oder Liebe (Let’s Live a Little)
- 1952: Die Frau mit der eisernen Maske (Lady in the Iron Mask)
- 1954: Miss Robin Crusoe
- 1957: Der Seemann und die Nonne
- 1958: Der Barbar und die Geisha (The Barbarian and the Geisha)
- 1961: El Perdido
- 1962: The Nun and the Sergeant
- 1969: Der Untergang des Sonnenreiches

### Als Regisseur
- 1935: Life Returns
- 1935: Girl in the Case
- 1936: A Woman Alone
- 1954: Miss Robin Crusoe

### Als Drehbuchautor
- 1935: Life Returns

### Als „Production Associate“
- 1971: Johnny zieht in den Krieg